# 1000 de La Gauchetière
1000 de La Gauchetière ist ein Wolkenkratzer in Montreal, Kanada. Er wurde 1992 fertiggestellt und ist mit einer Höhe von 205 Metern das höchste Gebäude der Stadt. Der Wolkenkratzer im postmodernen Stil befindet sich im zentralen Arrondissement Ville-Marie an der Rue de La Gauchetière, in der Nähe der Place du Canada. Er trägt die Hausnummer 1000, daher sein Name. Zusammen mit anderen hohen Gebäuden in der Umgebung prägt er wesentlich die Skyline der Stadt.

## Beschreibung
Wie alle Wolkenkratzer Montreals ist auch 1000 de La Gauchetière einer Höhenbeschränkung gemäß städtischer Bauordnung unterworfen. Diese besagt, dass kein Gebäude den Gipfel des Montrealer Hausbergs Mont Royal (233 Meter über Meer) überragen darf. Das Gebäude besitzt ein markantes dreieckiges Dach aus Kupfer sowie kupferne Rotunden über den vier Eingängen an den Hausecken. Diese wurden von der benachbarten Kathedrale Marie-Reine-du-Monde de Montréal inspiriert.
Der Name der Straße und des Wolkenkratzers erinnern an Daniel Migeon, sieur de La Gauchetière (1671–1746), einen französischen Offizier, dem das Grundstück einst gehörte. Das Gebäude geplant hatten die Architekturbüros Lemay & Associates und Dimitri Dimakopoulos & Associates. Die Bauarbeiten führte Pomerleau, das größte Bauunternehmen in der Provinz Québec, aus. Nach der Eröffnung im Jahr 1992 war der Wolkenkratzer zunächst im Besitz von Bell Canada und Teleglobe. Zehn Jahre später erwarb ihn die Société immobilière Trans-Québec, eine Tochtergesellschaft der staatlichen Rentenversicherung CDPQ.
1000 de La Gauchetière verfügt über ein Einkaufszentrum, ein Fitnesscenter und eine Kunsteisbahn. Unter dem Gebäude befindet sich der von der Autorité régionale de transport métropolitain betriebene Terminus Centre-ville, ein Busbahnhof für Linien in die südlichen Vororte. Montréal souterrain, die weit verzweigte Untergrundstadt, verbindet den Wolkenkratzer unter anderem mit benachbarten Gebäuden, dem Hauptbahnhof Gare Centrale und der U-Bahn-Station Bonaventure.